# Eugen Corrodi
Eugen Corrodi (ur. 2 lipca 1922 roku, zm. 7 września 1975) – szwajcarski piłkarz występujący na pozycji bramkarza. Uczestnik Mistrzostw Świata 1950. Przez całą karierę związany z FC Lugano.